# 이쿠라노미야
이쿠라노미야(伊倉宮, 생몰년 미상)는 일본 남북조 시대 남조의 황족이다.
겐토쿠 2년/오안 4년(1371년) 8월 6일 기쿠치 다케미쓰와 함께 다와라 우지요시의 분고 국 오이타 군 다카사키 성을 공격하였으며, 이듬해(1372년) 정월 2일까지 백여 차례에 걸쳐서 합전을 벌였으나 승리를 거두지 못하였다. 결국 정월 3일 다카사키 군진을 퇴산하고 다자이후로 물러나야 하였다.
히고국(肥後國) 다마나 군(玉名郡) 이쿠라 장(伊倉莊)을 거점으로 하였기 때문에 이쿠라노미야라 불렸다고 여겨진다.

## 개요
북조의 규슈 단다이 이마가와 료슌이 오안 8년(1375년) 2월에 다와라 우지요시(田原氏能)에게 발급해 준 「다와라 시모쓰케노곤노카미 우지요시 군충장」(田原下野權守氏能軍忠狀, 이하 군충장)은 규슈에서 남조측을 지지하던 기쿠치 씨와의 전쟁에서 다와라 우지요시가 세운 공적을 치하하는 내용을 담고 있다.
　田原下野權守氏能申所々軍忠事。

一、去應安四年六月廿六日、致治部少輔殿【今川義範】御共、自備後國尾路津【尾道。御調郡】令乘船。同七月二日夜、最前取上豐後國高崎城【大分郡】之處、菊池武光之若黨平賀新左衞門尉構要害於氏能分領國東鄕【國崎郡】之間、同廿三日夜、差遣手物等、追落彼城、平賀彦次郞以下凶徒三人討捕之條、禮部【今川義範】御見知之上者、不可有御不審者哉。同八月六日、伊倉宮幷菊池武光以下凶徒等寄來當城之間、踏一方役所（中尾）、迄于翌年正月二日、百餘度合戰。每度親類若黨以下數輩被疵、勵日夜軍忠、至于今。殘置親類手物等於當城、抽隨分至功之次第、大將御見知之上者、不能巨細言上者也。

一、同三日、武光以下凶徒退散高崎陣、打上太宰府【筑前國御笠郡】之間、同三月廿六日、馳參筑前國高宮御陣【那珂郡】。同四月八日、宰府御進發之時、令御共於佐野御陣【御笠郡】、致忠節畢。

一、･････

･････

以前軍忠之次第、且預京都御注進、且賜御證判。爲備後代龜鏡、粗言上如件。

　　　　應安八年二月　　日

　　　　　　　　　「承了（花押）【今川貞世（了俊）】

해당 문서에 따르면 겐토쿠(建德) 2년/오안 4년(1371년) 8월 6일에 다와라 우지요시는 료슌의 아들인 사다오미(貞臣)와 함께 분고국(豐後國) 오이타 군(大分郡) 다카자키 성(高崎城)을 지키고 있었고, 이곳을 기쿠치 다케미쓰(菊池武光) ・ 다케마사(武政) 부자와 이들이 받들고 있던 남조의 황족 이쿠라노미야가 거느린 정서부 군세가 공격하였다. 다와라 우지요시는 이듬해 정월까지 이들의 공세에 맞서 백여 차례에 달하는 합전 끝에 다카자키 성을 사수하는데 성공했고, 결국 정월 3일 기쿠치 다케미쓰의 군세는 다카자키 공격을 단념하고 다자이후로 물러났다. 그리고 북조측의 규슈 단다이 이마가와 료슌은 4년 뒤인 오안 8년 2월에 이 문서를 발급하여 다와라 우지요시의 공적을 치하하였던 것이다.
료슌이 다와라 우지요시에게 발급한 군충장에 등장하는 이쿠라노미야는 가네요시 친왕의 정서부에 속한 기쿠치와 행동을 함께하고 있으며 남조의 왕족 인사로 여겨진다.

## 이쿠라노미야의 정체에 대하여
이쿠라노미야가 일단 정서부-기쿠치 씨와 행동을 같이한 남조의 왕족 인사였던 것은 분명하지만, 그가 누구인지에 대해서는 일본 학계에서도 여러 설이 존재한다.